# Honenuki E.P.
A Honenuki E.P. (骨抜きE.P., ’Halszálkacsipesz EP’) a Polkadot Stingray japán rockegyüttes első középlemeze, mely 2016. november 9-én jelent meg szerzői kiadásban, a PCI Inc. forgalmazásában. A lemezt 2017 júniusában a Polkadot Stingray 2017 Tour: Honenuki (ポルカドットスティングレイ 2017 TOUR 骨抜き) elnevezésű koncertsorozattal népszerűsítették, amely során Japán három nagyvárosában turnéztak. A jegyeket egy nap alatt eladták. Az album borítóját Sizuku tervezte, illetve az összes dal zenéjét és szövegét is ő szerezte. A Honenuki E.P. volt az együttes első országszerte árusított kiadványa, azonban az így is csak a Tower Records üzleteiben volt kapható. Az albumról a Ningjó és a Telecaster Stripe című dalok kaptak videóklipet, előbbit Kató Mani, míg utóbbit Sizuku rendezte. Ezeken felül Micujaszu Kazuma is feltöltött egy videót a YouTube-csatornájára, melyben a Telecaster Stripe-ot dobolja el.
A kiadvány nem került fel az Oricon eladási listájára, de a Tower Records heti listáján a második helyen mutatkozott be.

## Számlista
Az összes szám szerzője Sizuku. 
| CD (PDSCD–1) | CD (PDSCD–1)                                   | CD (PDSCD–1)      | CD (PDSCD–1) | CD (PDSCD–1) | CD (PDSCD–1) | CD (PDSCD–1) | CD (PDSCD–1) | CD (PDSCD–1) | CD (PDSCD–1) |
| #            | Cím                                            | Hangszerelő       | Hossz        |              |              |              |              |              |              |
| ------------ | ---------------------------------------------- | ----------------- | ------------ | ------------ | ------------ | ------------ | ------------ | ------------ | ------------ |
| 1.           | Harusion (ハルシオン)                          | Polkadot Stingray | 3:52         |              |              |              |              |              |              |
| 2.           | Kokoro koko ni arazu (心ここに在らず)          | Polkadot Stingray | 4:59         |              |              |              |              |              |              |
| 3.           | Ningjó (人魚)                                  | Polkadot Stingray | 3:35         |              |              |              |              |              |              |
| 4.           | Telecaster Stripe (テレキャスター・ストライプ) | Polkadot Stingray | 3:53         |              |              |              |              |              |              |
| 16:20        |                                                |                   |              |              |              |              |              |              |              |